# The Baseballs
The Baseballs je německá hudební skupina, která vznikla v roce 2007 v Berlíně. Proslavila se rock and rollovými cover verzemi moderních hitů od umělců jako Rihanna, Katy Perry či Lady Gaga. Jejich retro styl využívá hudebních postupů typických pro rockabilly a oblečení a účesy imitují módu americké mládeže 50. let (greasers). První album nazvané Strike! dosáhlo hitparádových úspěchů (#1 nebo #2) ve Švýcarsku, Finsku, Švédsku, Norsku, Nizozemsku a Belgii.

## Diskografie
V závorce je rok vydání alba.
- Umbrella (singl, 2009)
- Strike! (2009)
- Hot 'n' Cold (singl, 2009)
- Strike! Back! (2010) - rozšířená podoba prvního alba
- Strings 'n' Stripes (2011)
- Strings´n´Stripes Live (živě, 2012)
- Good Ol' Christmas (2012)
- Mo Hotta Mo Betta (2014)
- Game Day (2014)
- Hit Me Baby (2016)